# Tipula (Eumicrotipula) songoana
Tipula (Eumicrotipula) songoana is een tweevleugelige uit de familie langpootmuggen (Tipulidae). De soort komt voor in het Neotropisch gebied.